# Caecum macrum
Caecum macrum is een slakkensoort uit de familie van de Caecidae. De wetenschappelijke naam van de soort werd in 2000 voor het eerst geldig gepubliceerd door Jan van der Linden en Robert Moolenbeek.